# Giugliano in Campania
Giugliano u Kampaniji, najčešće zvan samo Giugliano, je talijanski grad od 108.793 stanovnika, drugi je po veličini u pokrajini Napulj.
Giugliano u Kampaniji središte je poljoprivredne regije i najvažnije tržište voća i povrća u predgrađu Napulja. Grad je također industrijsko središte s tvornicama kemijske, električne, drvne, plastične i prehrambenih proizvoda.